# كيري سوندرز
كيري سوندرز (6 ديسمبر 1960 - ) (بالإنجليزية: Kerry Saunders)‏ هي لاعبة كريكت أسترالية. شاركت مع منتخب أستراليا الوطني للكريكت. أما مع النوادي، فقد لعبت مع Victoria women's cricket team ‏.

## وصلات خارجية
- كيري سوندرز على موقع إي آس بي آن كريك إنفو (الإنجليزية)